# یشمه ترتی
یشمه ترتی (به لاتین: Yashma Tretiy) یک منطقهٔ مسکونی در جمهوری آذربایجان است که در سومقاییت واقع شده‌است.